# أل ساندرز (صحفي)
أل ساندرز (بالإنجليزية: Al Sanders)‏ هو صحفي ومذيع أخبار أمريكي، ولد في 13 مارس 1941 في سانت لويس في الولايات المتحدة، وتوفي في 5 مايو 1995 في بالتيمور في الولايات المتحدة بسبب سرطان الرئة.